# Botanophila salicis
Botanophila salicis är en tvåvingeart som först beskrevs av Ringdahl 1918.  Botanophila salicis ingår i släktet Botanophila och familjen blomsterflugor. Arten har ej påträffats i Sverige. Inga underarter finns listade i Catalogue of Life.